# Mr. Lordi
Tomi Peteri Putansu (fin. Tomi Petteri Putaansuu; 15. februar 1974), poznatiji kao Mr. Lordi, je pevač i osnivač finskog hard rok benda Lordi. Rođen je 15. februara 1974. godine u finskom gradu Rovanijemi. Veliki je fan grupe Kiss, koju je zavoleo još kao dečak. Studirao je filmsku režiju u finskom gradu Tornio, gde je napravio i prvi muzički video za svoj bend. Njegov bend, Lordi, osvojio je takmičenje za Pesmu Evrovizije 2006. godine, osvojivši najveći broj poena u finalnom glasanju do tad.

## Biografija
Rođen i odrastao u Rovaniemiu, Putaansuu je uglavnom kroz horor filmove postao zainteresovan za mostrume i specijalne efekte. Kada je imao 8 godina, njegov drug Risto Niemi uveo ga je u svet rok/hevi metal muzike. S obzirom da je oduvek bio zainteresovan za maske i vizuelne performanse ubrzo je postao fan bendova kao što su Kiss, Alice Copper i Tiwsted Sister. Sa svojim drugovima osnivao je nekoliko neformalnih bendova i dizajnirao logoe i omote albuma za njih.
Iako nije bio baš uspešan u školi, osim u crtanju i muzici, započeo je sa pravljenjem sopstvenih horor filmova zajedno sa svojim drugovima. Kao filmski direktor i dizajner efekata, sa mladim režiserima Pete Riskijem (koji je kasnije postao direktor muzičkih videa grupe Lordi), Petrijem Kangasom, Kimmom Valtanenom i Tomijem Yli-Suvantom osvojio je mnoštvo nagrada i predstavljao je finsku na nekoliko internacionalnih filmskih takmičenja. U jednom od tih filmova pojavljivao se monstrum pod imenom „Roikottaja“ (Vešalica) - po kome je delimično baziran lik Mr. Lordija.
Otprilike u to vreme, Putaansuu biva napadnut zbog toga što je na sebi nosio odeću u hevi metal stilu. Taj događaj odvio se na „Sampo“ trgu u njegovom rodnom gradu, na istom trgu koji danas nosi ime „Trg Lordi“.
Putaansuu je osnovao Lorde u Rovaniemiu 1992. godine, kada je imao 18. godina. Snimio je prvi demo album, Napalm Market, 1993. godine. On je zvuk Lorda opisao kao „pesma grupe Kiss iz 1983. godine, obrađena od strane Pantere 1992. godine i remiksovana od strane Puff Daddy-ja.“
Nakon par godina je diplomirao i specijalizovao se za video editovanje. 1995. godine apravio je prvi spot Lorda, za pesmu „Inferno“. Bila je to sedmominutna kombinacija horor fantazije i hevi metal spota. U spotu su glumili njegovi prijatelji sa maskama, šminkom i horor dekoracijama koje je lično kreirao, dok je on u spotu pevao bez maske.
Ubrzo nakon toga upoznaje buduće kolege iz benda na putovanju armije fanova grupe Kiss u Švedsku, i tada su Lordi postali pravi bend sa četiri člana. Bili su to: Mr. Lordi, G-Stealer, Enary i Amen.
Nakon toga, Putaansuu je radio kao grafički dizajner za finske filmske producente a u slobodno vreme radio je sa svojim bendom, snimajući album „Bent Over And Pray The Lord“, 1999. godine. Međutim, kako nije mogao naći izdavača koji bi objavio album, on ostaje neobjavljen do dan danas. Putaansuu je takođe napravio i nekoliko stripova u kojima se pojavljuju Lordi. Stripovi su objavljeni u finskoj između 2002. i 2006. godine. To su: „Monster Magazine“, „The Uninvited Guests“, „Jysäys!“, „Lordi 1: Alkuperä“ („Poreklo“), „Lordi 2: Verenjano“ („Žudnja Za Krvlju“) i „Lordi 3: Verensininen“ („Plava Krv“).
2002. godine objavljen je singl Would You Love A Monsterman? a ubrzo nakon njega i album Get Heavy, od strane finske izdavačke kuće BGM. Putaansuu je bio taj koji je dizajnirao omote, likove članova benda, maske i napravio većinu pesama. Mnogi njegovi radovi izloženi su u Rocktaurant-u, restoranu u Rovaniemiu čiji je on delimični vlasnik.
Putaansuu nosi masku i šminku na svim slikama na kojima se pojavljuje u javnosti. Međutim, nakom pobede na Evroviziji 2006. godine, mnogi tabloidi su objavili njegovu sliku bez maske. Sliku iz 1990. godine, tokom koje je bio predsednik finskog fan kluba grupe Kiss.
Samo 3 nedelje pre nastupa na Evroviziji, Putaansuu se okliznuo na bini za vreme koncerta u Hamenlini, Finska. Bend je morao da otkaže koncert a Putaansuu je morao da koristi štake neko vreme, međutim, njegov nastup na Evroviziji time nije bio ugrožen. Da je kojim slučajem morao da operiše nogu, na Evroviziji bi nastupao u invalidskim kolicima sa gomilom vatrometa i štakama iz kojih iskače vatra.
2006. godine, u svojm rodnom gradu Rovaniemiu, oženio je svoju dugogodišnju devojku, Johanna Askola, koja je ujedno i njegov lični asistent. Venčali su se početkom Avgusta 2006. godine, iako je venčanje prvobitno bilo zakazano za Maj. Morali su da pomere datum venčanja s obzirom na neočekivani uspeh koji su Lordi ostvarili pesmom „Hard Rock Hallelujah“.

## Lik Mr. Lordija
Mr. Lordi je Putaansuuov lik u Lordima. Njegov lik opisan je kao „Najstrašniji Kan od svih“, „Biomehanički čovek“ i „Neosvešteni gospodar svih potresa“.
Kao i ostali članovi benda, i njegov lik ima svoju priču i pojavljuje se u stripovima. Njegovo prvo pojavljivanje bilo je u: „Monsterican presents: Arctic Horror Annual #1“. Otac Mr. Lordija bio je demon sa juga a njegova majka goblin sa severa. Kao njihov vanbračni sin, Mr. Lordi je od roditelja nasledio natprirodne moći i tokom prošlosti se pojavljivao u vidu nekoliko istorijskih ličnosti, kao što su Džingis-kan i Vlad Cepeš III, odnosno Drakula. Nakon što je savladao demone i gobline, kao Gospodar Laponije, odvezao se sankama koje mu je dao Puuhkalakki. Te sanke su nekada pripadale letećim zombi-irvasima.
Po jednoj teoriji, Mr. Lordi je proveo vekove tražeći svoju jedinu pravu ljubav, ali je nikada nije pronašao. „Kalmaged“ - putnik kroz vreme, kaže da je Mr. Lordi povezao sebe sa zemljinim magnetnim poljem i da samim tim može da kontroliše kontroliše čitavu planetu. Takođe može putovati u druge dimenzije bez ikakvog napora. Mr. Lordi je sam pronašao ostale članove benda koji su bili saveznici u među-dimenzionalnom ratu. 

## Diskografija

### Lordi
- Napalm Market (1993)
- Bend Over and Pray the Lord (1997)
- Get Heavy (2002)
- The Monsterican Dream (2004)
- The Arockalypse (2006)
- Deadache (2008)
- Babez For Breakfast (2010)
- To Beast Or Not To Beast (2013)
- Scare Force One (2014)

### Ostala izdanja
- Razni izvođači: Rockmurskaa (1995) - Sadrži pesmu „Inferno“
- Grandevils: Grandevils (2005) - Mr. Lordi se pojavljuje u dve pesme
- Agnes Pihlava: When the Night Falls (2006) - Mr. Lordi napisao tekst za pesmu „Danger in Love“
- Martti Servo & Napander: Täältä pesee! (2007) - Mr. Lordi se pojavljuje u pesmi „BoogieWoogieReggaePartyRock'n'RollMan“
- Razni izvođači: Welcome To Hellsinki (Singl, 2007) - Mr. Lordi peva na singlu
- Domination Black: Haunting (EP, 2008) - Mr. Lordi se pojavljuje u pesmi „The House Of 1000 Eyes“